# رابرت کاباس
رابرت کاباس (انگلیسی: Robert Kabbas؛ زادهٔ ۱۵ مارس ۱۹۵۵) وزنه‌بردار اهل استرالیا بود.
وی در مسابقات کشوری و بین‌المللی در مجموع برندهٔ ۱ مدال نقره شده‌است.